# Partidor de la Casa Clara
El partidor de la Casa Clara és un partidor d'aigües ubicat al sector nord-occidental del municipi de Potries, a la comarca de la Safor. Aquest partidor reparteix el cabal de la Séquia Comuna de Gandia i Oliva entre les séquies Comuna de Gandia i Comuna d'Oliva.

## Context i història

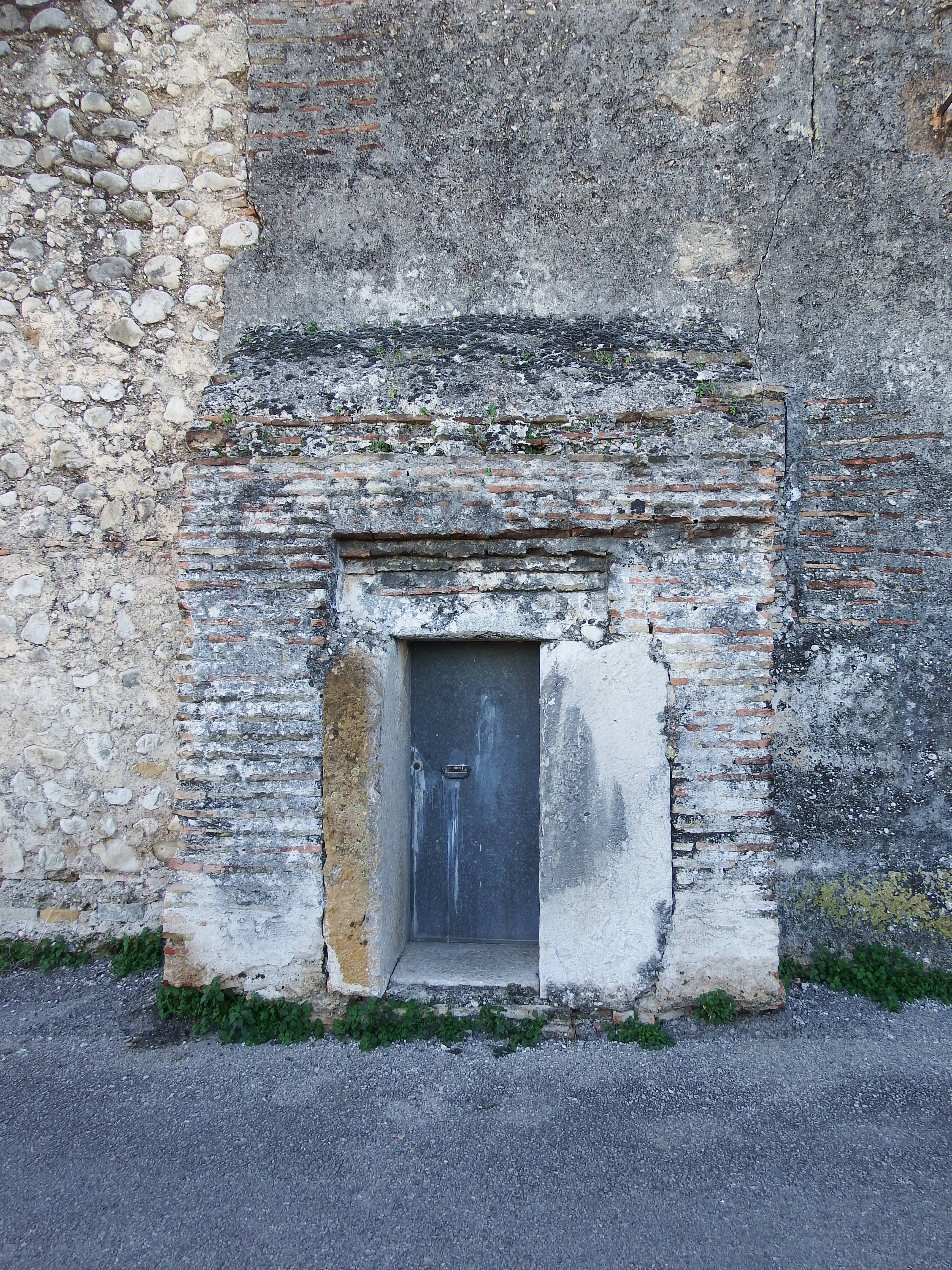
Porta d'accés. Els partidors són elements de distribució regulats i controlats.

Els partidors són instal·lacions que distribueixen un cabal d'aigua aplicant una norma preestablerta entre unes parts implicades. En aquest cas es tracta de repartir entre els regants -i altres usuaris, com ara molins- de les séquies d'Oliva i Gandia, segons la Capitulació de 12 de juny de 1509. Aquesta norma preveu el repartiment en proporció de 15 parts per a la d'Oliva i 10 per a la de Gandia.
Les aigües de la Séquia Comuna de Gandia sorgeixen pel caixer de l'esquerra, en direcció nord-est, enfilant el Camí de la Catorzena. Les de la Séquia Comuna d'Oliva ho fan pel de la dreta, travessant l'antic traçat del ferrocarril d'Alcoi a Gandia en direcció al Molí Canyar.
L'edifici va haver de construir-se després de la Concòrdia de 1511, la qual executa el que disposa la Capitulació de 12 de juny de 1509 entre Gandia i Oliva. L'estructura de la divisió de l'aigua, tal com apareix en aquesta Concòrdia, és evident en aquest partidor, podent observar-se perfectament el banc amb les portes i proporcions instruïdes.

## Descripció

### Exterior
L'edifici que conté el partidor és de planta rectangular, amb una amplada de 10,30 metres, una llargària aproximada de 24, i una alçada d'uns 5,30 metres. Està orientat en direcció sud-est - nord-oest. El basament perimetral està realitzat amb filades de lloses de pedra calcària, i sobre aquestes, una verdugada de rajola massissa. Sobre el basament s'aixequen els murs que tanquen l'espai interior, que és diàfan, sense coberta.
El llenç sud-occidental està realitzat en maçoneria ordinària, en la qual abunden els paredats carejats, entrejuntat amb una gran quantitat de morter de calç. A l'exterior es distingeixen les restes d'un arrebossat d'argamassa de calç. Hi ha dos tipus de paredats al mur, uns blanquinosos calcaris, i altres vermellosos de composició argilosa. L'entrada d'aigües es troba centrada a la base del mur i es realitza mitjançant tres obertures rectangulars, amb llindes i brancals de grans blocs de pedra calcària, tancats per dues reixes de ferro.

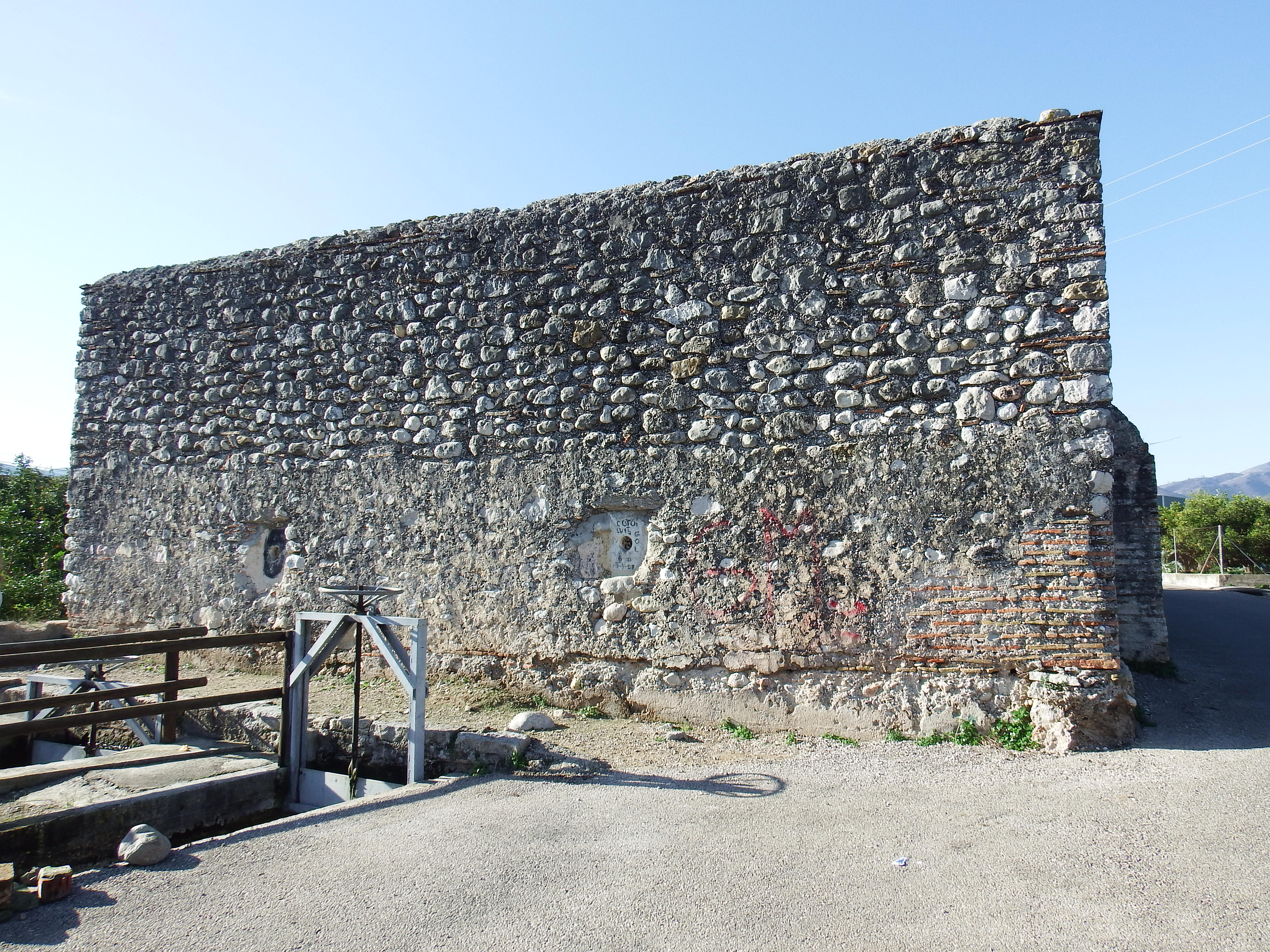
Mur nord-oriental

El mur nord-oriental també està realitzat en maçoneria ordinària, la qual s'intercalen esporàdicament rajoles. Tot i això, l'abundant argamassa està realitzada a base de còdols de mitjà i petit calibre, sorra i calç. Un bast arrebossat cobreix la meitat inferior del llenç. En aquest sector inferior se situen dues obertures, aproximadament rectangulars, amb llinda de pedra calcària. Estan tancats amb lloses de pedra calcària que presenten cadascuna a la part central un orifici circular; aquests orificis, com si fossin ulls de bou, permeten observar l'interior del partiter i el funcionament del sistema, permetent així controlar els pilons dels 25 fils en què es divideix. Les sortides daigua es troben a la base del mur. N'hi ha dues, una per a la Séquia Comuna d'Oliva i una altra per a la Séquia Comuna de Gandia, cadascuna amb tres obertures adovellades a l'entrada d'aigües, després de les quals se situen sengles espais voltats que desemboquen als caixers de cada séquia.

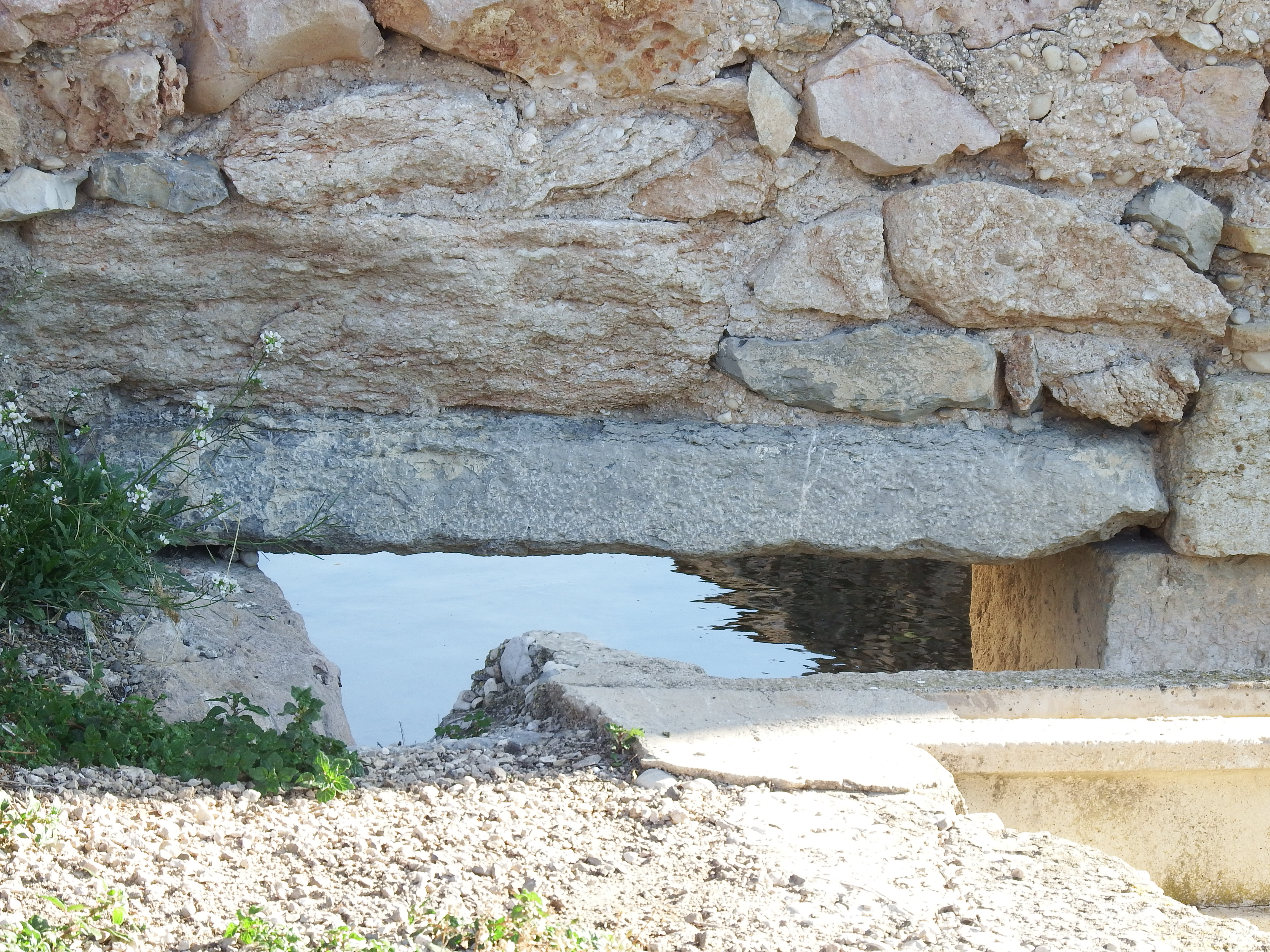
Entrada de l'aigua

El mur sud-oriental està construït de forma similar al del llenç sud-occidental, excepte per una proporció més alta de paredats vermellosos. La totalitat del llenç apareix recobert exteriorment per un bast arrebossat d'argamassa de calç.
El llenç nord-occidental disposa de diferents tipus d'aparell. A l'extrem nord-oest està construït a base de còdols amb abundant morter entrejuntes i restes de lluït d'argamassa de calç. Al seu terç inferior, limitat per una verdugada de maó, morter de calç, i tàpia, amb un bast arrebossat i restes d'arrebossat fi d'argamassa de calç. En aquest sector s'hi observa una estructura de rajola adossada al mur i taulada, que emmarca l'accés a l'interior de l'edifici. El va disposa gruixuts carreus de pedra calcària, per a la llinda i els brancals. El tercer sector, situat més al sud, disposa aparell de maçoneria ordinària carejada i morter de calç, arrebossada.
Les cantoneres de l'edifici estan construïdes a base de carreu calcari encadenat, excepte la situada a l'extrem occidental, que és de rajoles massisses.

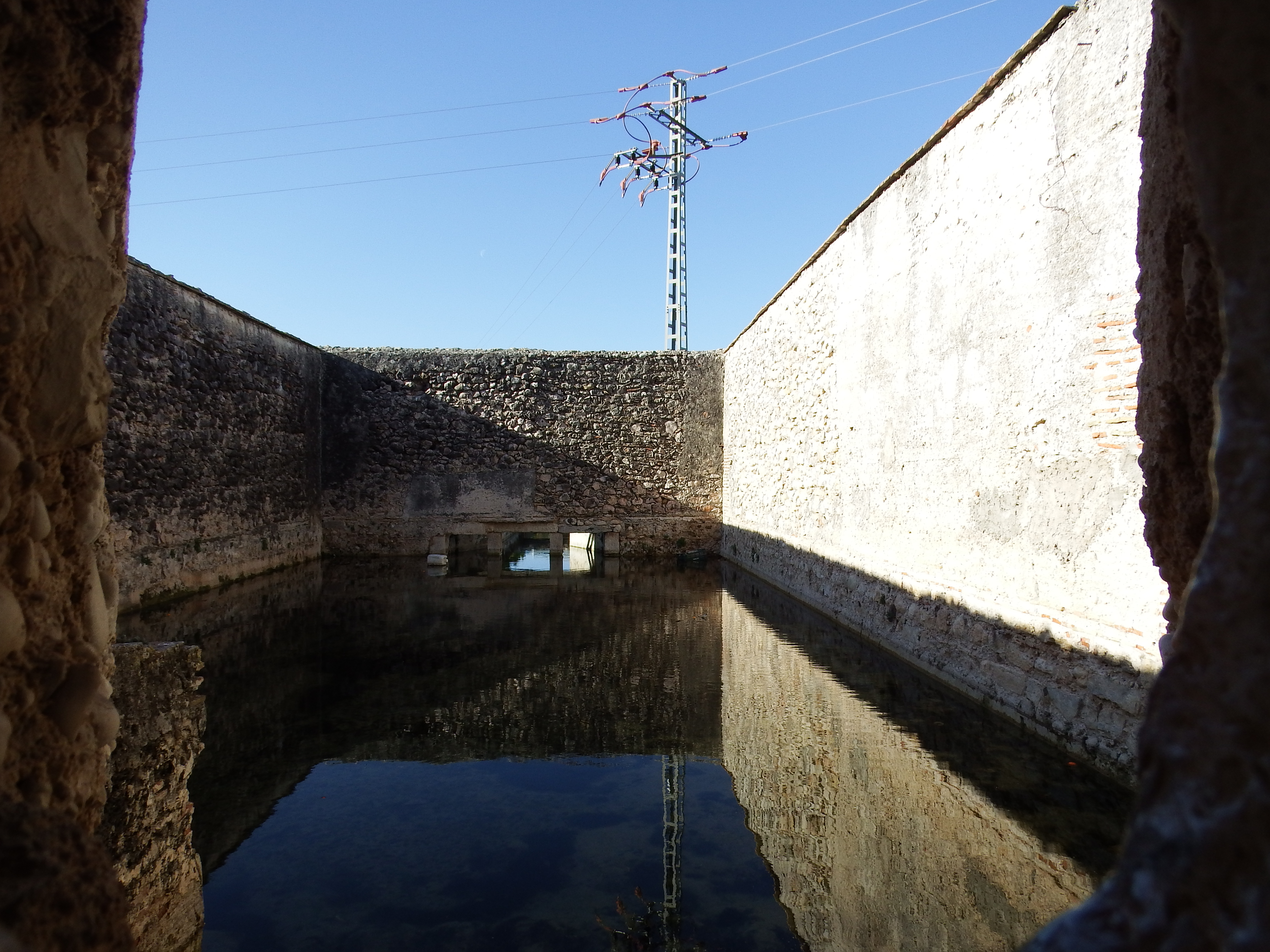
Vista de l'interior

### Interior
A l'interior de l'edifici, un extrem sud, es localitza un paviment de maó col·locat en posició vertical i travat amb morter de calç hidràulica. A l'extrem oposat hi ha un gran banc de pedra sobre el qual se situen els diferents pilons de pedra que divideixen les aigües que penetren al partitr. El terra, tant a sobre com a sota del banc de pedra, està pavimentat amb lloses de pedra. La major part dels murs de l'interior estan arrebossats, estant el terç inferior revestit mitjançant una fina argamassa de calç hidràulica.